# Helmuth Theodor Bossert
Helmuth Philipp Theodor Bossert (* 11. September 1889 in Landau in der Pfalz; † 5. Februar 1961 in Istanbul) war ein deutscher Kunsthistoriker und Vorderasiatischer Archäologe.

## Leben, Werdegang und Leistungen
Bossert studierte in Heidelberg, Straßburg, München und Freiburg im Breisgau Kunstgeschichte, Geschichte, Archäologie und Germanistik. Er wurde 1913 in Freiburg bei Wilhelm Vöge mit einer Arbeit zum Thema Der ehemalige Hochaltar in Unserer Lieben Frauen Pfarrkirche zu Sterzing in Tirol promoviert. Anschließend absolvierte Bossert seinen Wehrdienst als „Einjährig-Freiwilliger“, dem sich der Kriegsdienst als Offizier im Ersten Weltkrieg nahtlos anschloss. Nach dem Krieg war ihm die eigentlich beabsichtigte Universitätslaufbahn zunächst versperrt, da dort für Assistentenstellen Kandidaten bevorzugt wurden, die kriegsversehrt und zudem jünger waren. So kam es, dass er beim Verlag Ernst Wasmuth in Berlin, der inzwischen von seinem Studienfreund Günther Wasmuth geleitet wurde, eine Stelle als Lektor/Verleger, aber auch Autor fand. Hier publiziert er vor allem zur Volkskunde verschiedener Zeiten und Völker.
Nachdem im Zusammenhang mit der Weltwirtschaftskrise 1929 der Verlag Wasmuth erheblich verkleinert werden musste, verlor Bossert diese Stelle jedoch wieder und publizierte danach mit Kamerad im Westen (1930) und Wehrlos hinter der Front (1931) auch kritische Schriften zu den Auswirkungen des vergangenen Krieges (im Frankfurter Societäts-Verlag). Vor allem der Kamerad entwickelte sich überraschend zum Bestseller, weshalb dann der zweite Band hinterhergeschoben wurde (eigentlich war eine erweiterte Fassung von Kamerad im Westen geplant gewesen). Beide Bücher landeten später in den Bücherverbrennungsaktionen der Nationalsozialisten.
Der Gewinn aus seiner verlegerischen Tätigkeit gestattete Bossert für eine gewisse Zeit auch ohne regelmäßiges Einkommen die Konzentration auf neue Studien. Ab 1930 beschäftigte sich Bossert mit hethitischen Hieroglyphen. Binnen kürzester Zeit arbeitete er sich in die Thematik ein und galt schnell neben Piero Meriggi als bedeutendster Entzifferer der kretischen und hethitischen Bilderschriften. 1933 wurde er von der Notgemeinschaft der deutschen Wissenschaft mit einem Stipendium für eine Reise in die Türkei ausgestattet. Eines der Hauptziele wurde die Ausgrabung in Boğazköy. Hier offenbarte er nach Darstellung des Grabungsleiters Kurt Bittel eine geistige Nähe zum Nationalsozialismus und bestand Bittel zufolge auf dem „deutschen Gruß“ auf der Grabungsstätte sowie auf der Beflaggung mit der Hakenkreuzflagge, als der – schließlich nicht zustande gekommene – Besuch des französischen Staatsminister Édouard Herriot angekündigt war. Zudem sollen er und Eckhard Unger versucht haben, die Grabungsleitung in Ḫattuša zu übernehmen und Bittel und Hans Gustav Güterbock wegen angeblich fehlender deutscher Gesinnung anzuschwärzen.
Während Bosserts Türkeiaufenthaltes wurden im Land überall Feiern zum zehnjährigen Bestehen der Republik abgehalten, so dass Bossert die Gelegenheit hatte, mit den dortigen Offiziellen in Kontakt zu kommen. Das führte dazu, dass er im April 1934 an die Universität Istanbul auf einen Lehrstuhl für Altkleinasiatische Sprachen und Kulturen berufen wurde. Er nahm in dieser Zeit auch die türkische Staatsbürgerschaft an. Zu Bosserts Lehrauftrag gehörte nicht zuletzt auch die Publikation hethitischer Denkmäler, die er jährlich in den Sommersemestern besorgte. Zwischen 1939 und 1946 kamen die Forschungen kriegsbedingt fast vollständig zum Erliegen. Nach dem Krieg heiratete er seine zweite Frau Hürmüz. 1946 setzte Bossert seine Arbeit fort und entdeckte zusammen mit Halet Çambel und Bahadır Alkım die späthethitischen Ruinen in Karatepe oberhalb von Adana. Die dort gefundenen zweisprachigen Inschriften – die Bilingue von Karatepe – führten schließlich zur Entschlüsselung der zu dieser Zeit als hethitische Hieroglyphen (nach heutigem Verständnis Hieroglyphenluwisch) eingestuften Schrift. Eine 1954 von Bossert begründete Zeitschrift Jahrbuch für Kleinasiatische Forschung erlebte nur drei Jahrgänge. Seit 1955 führte er mehrere Grabungskampagnen in Misis durch. 1959 wurde er in Istanbul emeritiert und zum Honorarprofessor für Kleinasiatische Altertumskunde an der Universität Freiburg ernannt, lebte aber weiterhin in Istanbul.
Bosserts 1925 in erster Ehe geborene Tochter Eva-Maria studierte 1944 in Graz Archäologie, ein Studium, das sie im Herbst 1945 in Bonn fortsetzte, um ab 1947 bei Kurt Bittel in Tübingen zu studieren. Sie wurde 1952 mit einer Dissertation über die Kykladenkultur bei Wolfgang Kimmig, Bittels Nachfolger, promoviert. Bis 1956 nahm sie an Ausgrabungen unter Leitung ihres Vaters und von Halet Çambel teil und analysierte auf Initiative ihres Vaters die phrygische Ware. Im Februar 1957 heiratete sie ihren Studienkollegen, den Prähistoriker Franz Fischer in Istanbul, 1958 und 1965 (Wolfgang) wurden zwei Kinder geboren.

## Schriften (Auswahl)

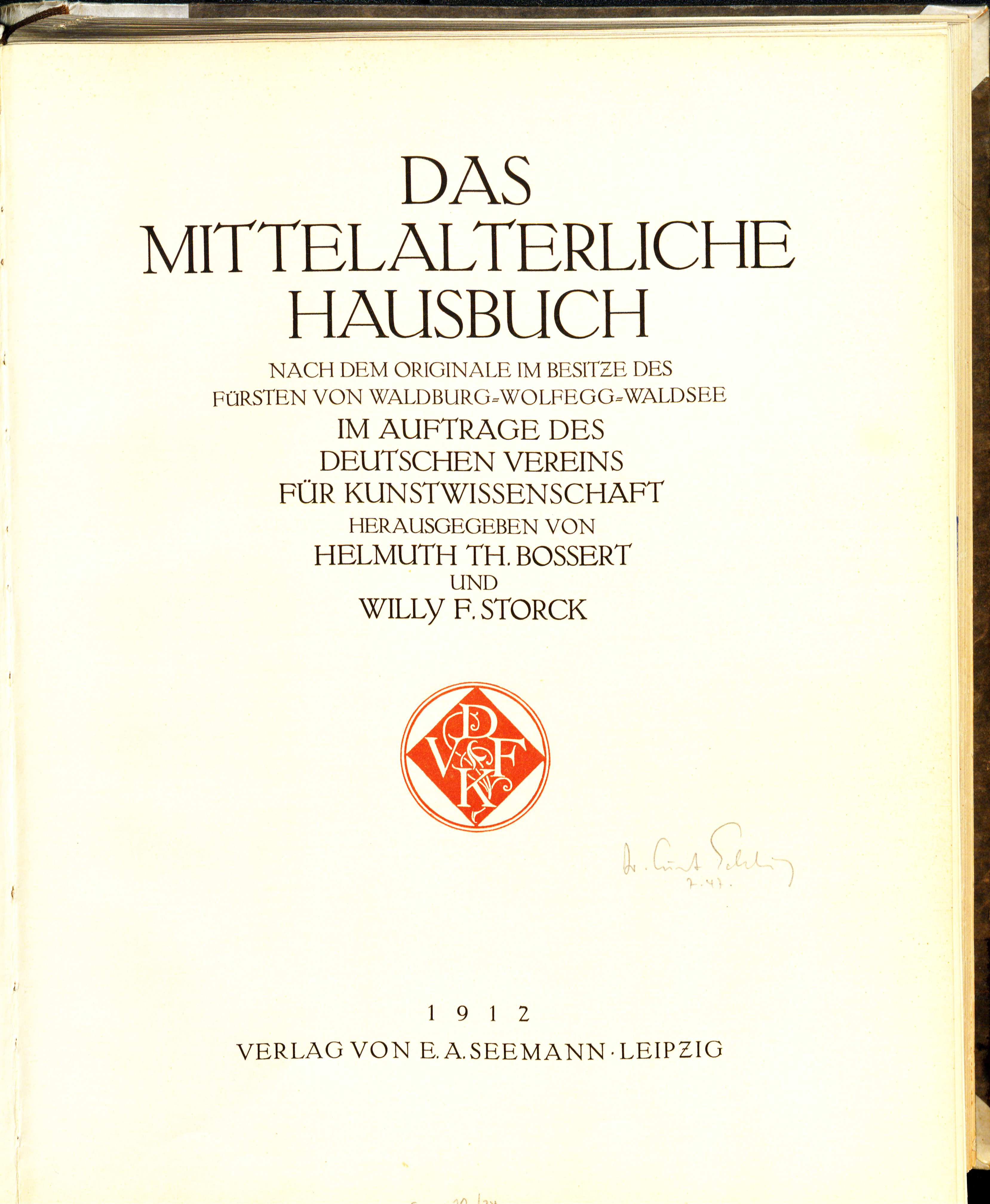
Das mittelalterliche Hausbuch (1912)

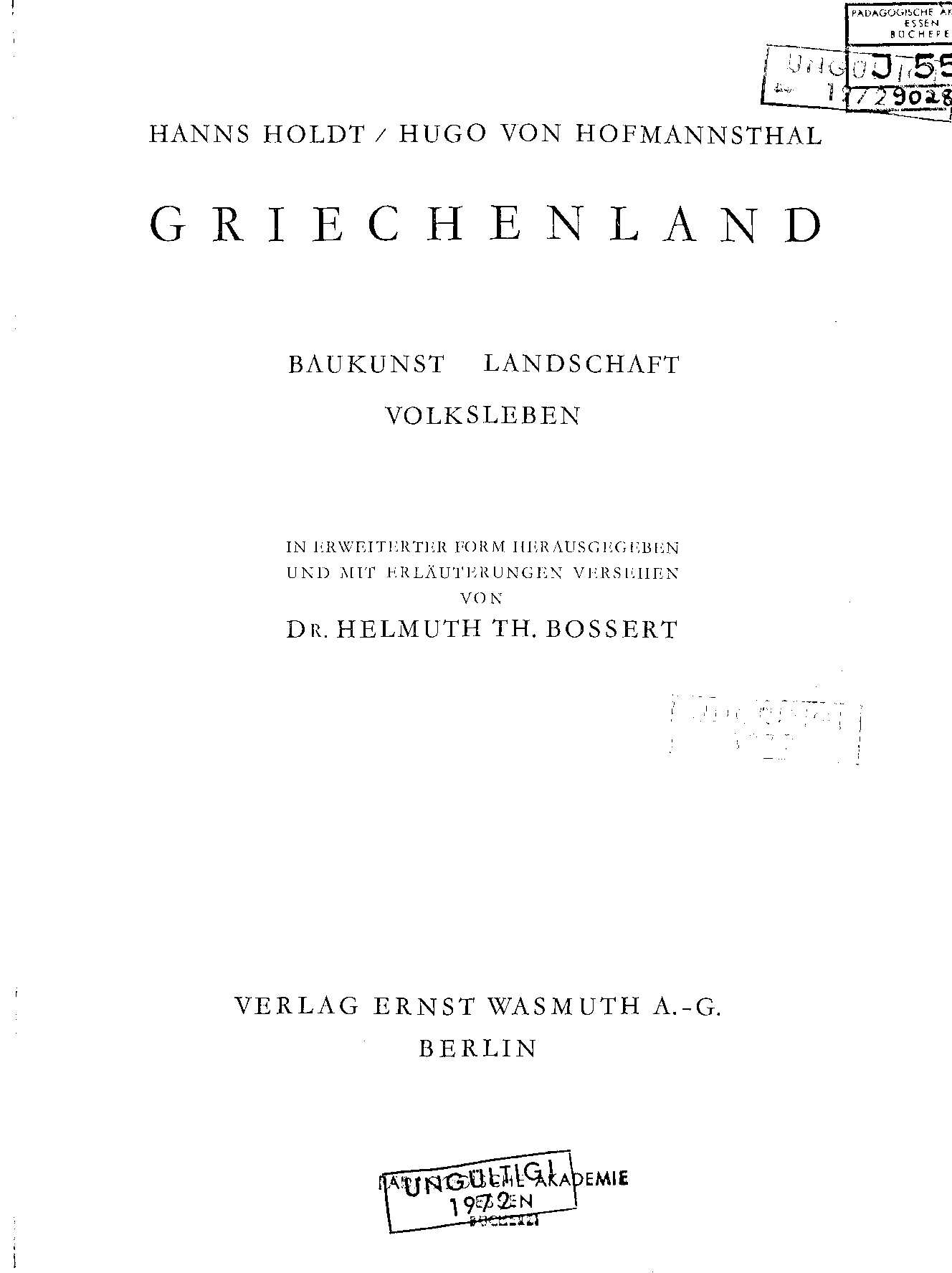
Bossert wirkte an Hanns Holdts Fotoband Griechenland mit (1928)

- Der ehemalige Hochaltar in Unserer Lieben Frauen Pfarrkirche zu Sterzing in Tirol. Wagner, Innsbruck 1914 (= Dissertation Universität Freiburg (Breisgau). 1914).
- Das Ornamentwerk. Eine Sammlung angewandter farbiger Ornamente und Dekorationen. Unter besonderer Berücksichtigung der weniger bekannten Kulturen für den praktischen Gebrauch. Wasmuth, Berlin 1924.
- Volkskunst in Europa. Nahezu 2100 Beispiele unter besonderer Berücksichtigung der Ornamentik auf 132 Tafeln, darunter 100 in mehrfarbiger originalgetreuer Wiedergabe. Wasmuth, Berlin 1926.
- als Herausgeber: Geschichte des Kunstgewerbes aller Zeiten und Völker. 6 Bände. Wasmuth, Berlin 1928–1935.
- mit Heinrich Guttmann: Aus der Frühzeit der Photographie. 1840–70. Ein Bildbuch nach 200 Originalen. Societäts-Verlag, Frankfurt am Main 1930.
- Kamerad im Westen. Ein Bericht in 221 Bildern. Societäts-Verlag, Frankfurt am Main 1930.
- Wehrlos hinter der Front. Leiden der Völker im Krieg. 144 Bilddokumente. Societäts-Verlag, Frankfurt am Main 1931.
- Šantaš und Kupapa. Neue Beiträge zur Entzifferung der kretischen und hethitischen Bilderhandschrift (= Mitteilungen der Altorientalischen Gesellschaft. Band 6, Nummer 3). Harrassowitz, Leipzig 1932.
- Altanatolien. Kunst und Handwerk in Kleinasien. Von den Anfängen bis zum völligen Aufgehen in der griechischen Kultur (= Die ältesten Kulturen des Mittelmeerkreises. Band 2). Wasmuth, Berlin 1942.
- Karatepe Kazıları. Birinci ön-rapor. = Die Ausgrabungen auf dem Karatepe (Erster Vorbericht) (= Türk tarih kurumu yayınları. Serie 5, Band 9). Türk Tarih Kurumu Basımevi, Ankara 1950.
- Altsyrien. Kunst und Handwerk in Cypern, Syrien, Palästina, Transjordanien und Arabien von den Anfängen bis zum völligen Aufgehen in der griechisch-römischen Kultur (= Die ältesten Kulturen des Mittelmeerkreises. Band 3). Wasmuth, Berlin 1951.